# Rio Bistrișoara
O Rio Bistrişoara é um rio da Romênia afluente do Rio Arieş, localizado no distrito de Alba.